# Мистериите на Рок Айлънд
„Мистериите на Рок Айлънд“ (на английски: Rock Island Mysteries) е австралийски сериал за деца и тийнейджъри, който се излъчва премиерно по 10 Shake на 2 май 2022 г. и по „Никелодеон“ на следващия ден. Той проследява приключенията на Тейлър и нейните приятели, които изследват острова.

## Актьорски състав
- Алекса Къртис – Тейлър Йънг
- Ноа Акхигбе – Нори Харлоу
- Инеса Тан – Миша Рай
- Райън Йейтс – Елис Грауч
- Изела Конъли – Лайла Грей, доведена сестра на Тейлър
- Кимбърли Джоузеф – Емили Йънг, майка на Тейлър
- Крейг Хорнър – Съни Грей, доведен баща на Тейлър
- Монет Лий – Джилиън Рей
- Анабел Стивънсън – Ракуел Нюман
- Лукас Лайнхан – Чичо Чарли

## Производство
Поредицата от 20 части е заснета в Гоулд Коуст и Порт Дъглас, Куинсланд през 2021 г. и е продукция на FremantleMedia Australia за Network 10 и Nickelodeon International.
Сериалът е създаден от Матю Кук, Винсънт Лънд и Майкъл Лорд. Сценарият е на Стивън Ваг, Сам Каръл, Аликс Бийн, Дейвид Ханам, Мариса Натар, Натеша Сомасундарам, Трент Робъртс, Джесика Брукман и Хана Самюъл.
Сериалът е подновен за втори сезон през октомври 2022 г., който се излъчва премиерно на 25 септември 2023 г. по Nickelodeon (предишно наричан като 10 Shake).
На 6 май 2024 г. сериалът е подновен за трети сезон.

## В България
В България сериалът започва излъчване по локалната версия на „Никелодеон“ на 17 октомври 2022 г. с разписание всеки делник от 19:25 ч.
В края на годината се излъчва в стрийминг платформата „Скай Шоутайм“.

### Нахсинхронен дублаж
| Роля          | Изпълнител          |
| ------------- | ------------------- |
| Тейлър Янг    | Мина Зехирова       |
| Нори Харлоу   | Петър Каменов       |
| Миша Рай      | Ива Канева          |
| Елис Грауч    | Константин Димитров |
| Лайла Грей    | Далия Георгиева     |
| Други гласове | Росен Русев         |

| Обработка           | студио „Про Филмс“ |
| ------------------- | ------------------ |
| Режисьор на дублажа | ?                  |